# Deretaphrus ignarus
Deretaphrus ignarus is een keversoort uit de familie knotshoutkevers (Bothrideridae). De wetenschappelijke naam van de soort werd in 1862 gepubliceerd door Francis Polkinghorne Pascoe.